# Марша Мејсон
Марша Мејсон (енгл. Marsha Mason) је америчка глумица, рођена 3. априла 1942. године у Сент Луису (САД).